# Joaquín Font y Fargas
Joaquín Font y Fargas (Prats de Llusanés, 13 de agosto de 1879-Gerona, 30 de octubre de 1936) fue un pedagogo, político y periodista carlista español, hermano del también periodista tradicionalista José Font Fargas.

## Biografía
Realizó sus estudios primarios en Prats de Llusanés y en la escuela municipal La Galera de Barcelona, estudiando además solfeo y piano en la escuela municipal de música. Completó sus estudios elementales en una academia particular y en las escuelas de la Alliance Française. Posteriormente cursó magisterio en la Escuela Normal de Barcelona, donde obtuvo el título de Maestro Normal. Al parecer, residió algún tiempo en Lérida, siendo presidente del Círculo Tradicionalista de dicha ciudad y director de La Tradición Leridana. En 1899 era vocal de la Agrupación Folklórica de Barcelona.

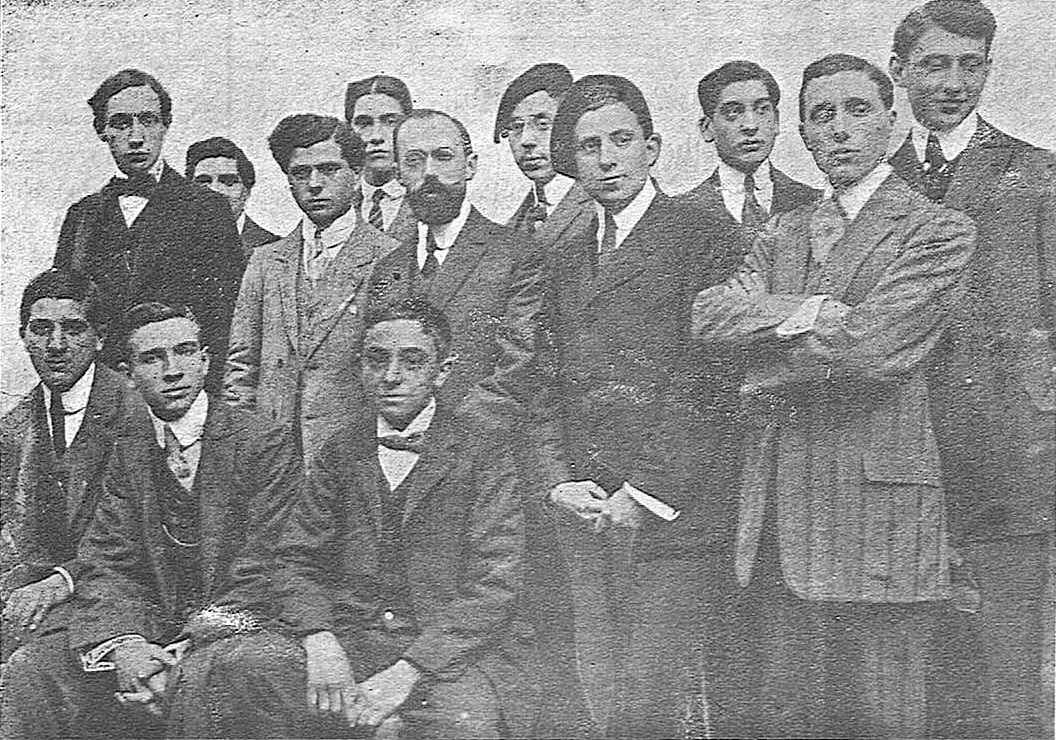
Jóvenes del Requeté Jaimista de Gerona. En el centro, Joaquín Font Fargas, director de La Defensa (1911)

En política militó en las filas de la Comunión Tradicionalista, actuando en la Junta Escolar Tradicionalista y en el Requeté de Barcelona. En la ciudad condal fue redactor de Lo Mestre Titas (1897-1900). En 1900 se trasladó a Gerona, donde participó en la fundación de los periódicos carlistas El Tradicionalista (1903-1910), La Defensa (1910-1911) y El Norte (1910-1936), de los que sería director. En 1914 se presentó como candidato jaimista a diputado a Cortes por la circunscripción de Gerona, aunque no resultó elegido.

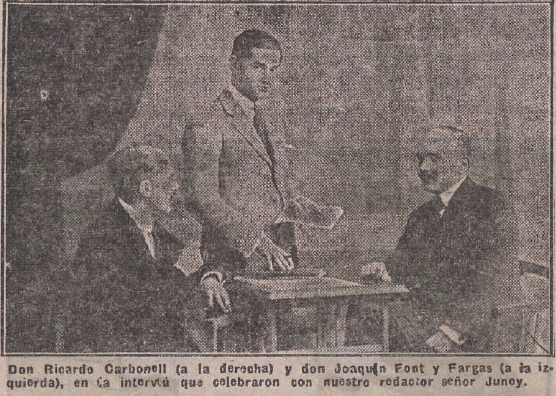
Joaquín Font y Fargas (izquierda) en el centro provincial de Acción Monárquica de Gerona (1922)

Ganó por oposición la cátedra de Historia de la Escuela Normal de Maestros de Cádiz en 1916, obteniendo el mismo año una permuta para Gerona, donde permanecería el resto de su vida, siendo concejal del Ayuntamiento durante 12 años y teniente de alcalde en dos ocasiones. Dirigió las Colonias Escolares de Gerona en 1917, tras la muerte de su anterior director.
En el aplech tradicionalista celebrado en el Santuario de Tona en 1919 manifestó su apoyo incondicional a la causa, afirmando que los jaimistas deseaban una Cataluña católica antes que «una Catalunya rica i plena», en alusión al himno nacionalista.

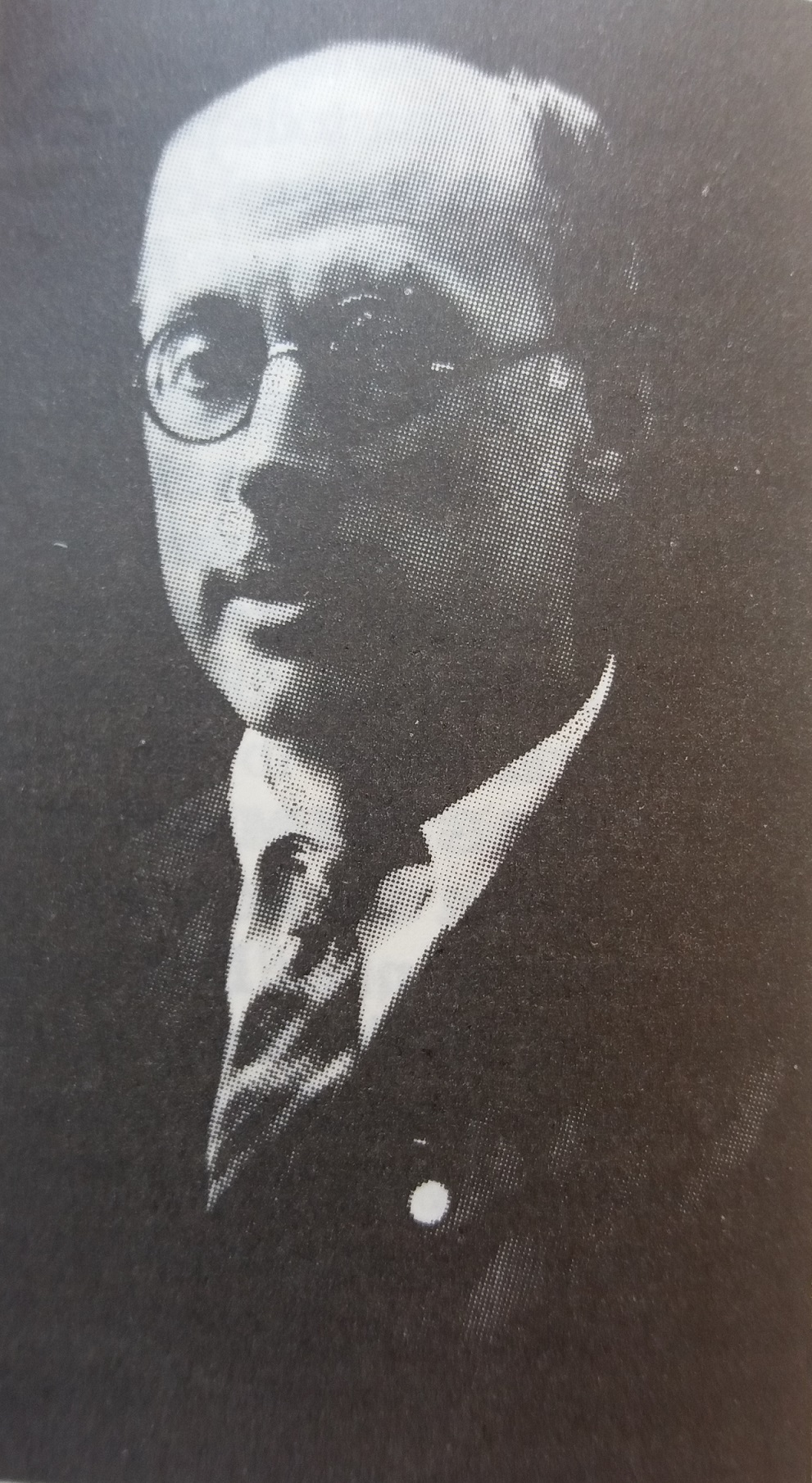
Joaquin Font Fargas retratado en la Enciclopedia Espasa. Suplemento 1936-1939, 1.ª parte (1944).

Entre 1919 y 1921 fue director de la Escuela Normal de Maestros de Gerona, de la que era profesor de Geografía e Historia. Posteriormente dirigió la Escuela de Bellas Artes y de preparación profesional. En 1921 fundó la Asociación de Maestros Católicos de la provincia de Gerona y la revista Gerunda, órgano de dicha asociación.
Tras estallar la guerra civil española, fue fusilado el 30 de octubre de 1936 debido a sus ideas tradicionalistas. En el lugar de su muerte, en la carretera C-250, km 1,5 (Gerona), se encuentran diversas lápidas, presididas por una cruz, en memoria de treinta de las personas asesinadas. En una de ellas puede leerse «Joaquín Font y Fargas (Professor de la Normal, tradicionalista, de 56 anys, de Prats de Lluçanès, mort a Girona el 30-10-1036)». En la Escuela Normal de Gerona fue erigida asimismo una lápida de nogal y bronce con su nombre y los de otros dos profesores de dicha escuela que también fueron fusilados durante la contienda.

## Obras
- Nociones de aritmética: con ejercicios prácticos para las escuelas de primera enseñanza (1899) en la Biblioteca Digital Hispánica
- Notas pedagógicas (1911)
- Colonias escolares (1917)
- Rebrolls (poesía)